# 1960年阿加迪爾地震
1960年阿加迪爾地震發生於1960年2月29日，摩洛哥蘇斯-馬塞大區首府阿加迪爾。地震矩震級5.8，震源深度15公里，震度達到10級（X，Extreme）。估計1萬2,000至1萬5,000人死於這場地震，使其成為1960年全球最致命的地震。

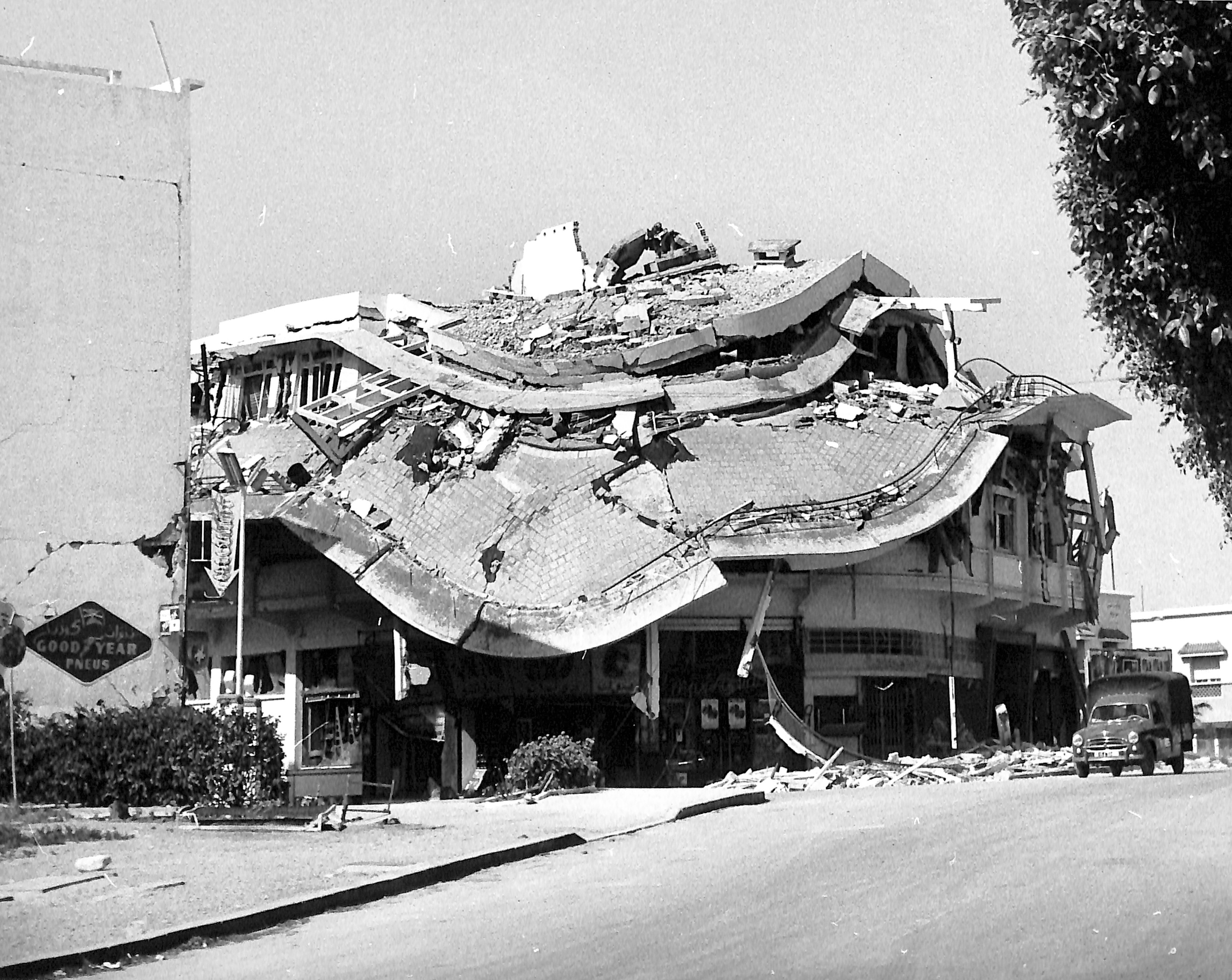
因地震倒塌的建築